# (1151) Ithaka
(1151) Ithaka – planetoida z pasa głównego asteroid okrążająca Słońce w ciągu 3 lat i 268 dni w średniej odległości 2,41 au. Została odkryta 8 września 1929 roku w Landessternwarte Heidelberg-Königstuhl w Heidelbergu przez Karla Reinmutha. Nazwa planetoidy pochodzi od Itaki – rodzinnej wyspy Odyseusza położonej na Morzu Jońskim. Przed nadaniem nazwy planetoida nosiła oznaczenie tymczasowe (1151) 1929 RK.